# Duke Osborn
Robert Duke Osborn (* 1. Februar 1897 in Falls Creek, Pennsylvania, USA; † 2. November 1976 in Lansing, Michigan) war ein US-amerikanischer American-Football-Spieler. Er spielte als Guard und Center in der National Football League (NFL) bei den Pottsville Maroons, den Canton Bulldogs und den Cleveland Bulldogs.

## Spielerlaufbahn
Duke Osborn studierte an der Pennsylvania State University und spielte dort Football für die Penn State Nittany Lions. Im Jahr 1921 wurde er von den Canton Bulldogs verpflichtet. Ein Jahr später übernahm Guy Chamberlin das Traineramt bei den Bulldogs. Chamberlin lief auch als Spieler für die Mannschaft auf. Das Team um das spätere Mitglied in der Pro Football Hall of Fame Pete Henry blieb in der Saison 1922 ungeschlagen und gewann zehn von zwölf Spielen bei zwei Unentschieden. Damit wurde die Mannschaft Meister in der NFL. Im folgenden Jahr konnten die Bulldogs den Titel verteidigen. 1924 zog Osborn mit den Bulldogs nach Cleveland um. Die Mannschaft blieb ein Spitzenteam und gewann die dritte NFL-Meisterschaft in Folge. 1925 wechselte Osborn zu den Pottsville Maroons und wurde dort Mitspieler von Herb und Russ Stein. Das Team von Trainer Dick Rauch verließ in dieser Saison zehnmal als Sieger das Spielfeld und verlor zwei Begegnungen. Die Mannschaft aus Pottsville erklärte sich selbst zum Titelträger. Diese Erklärung wurde von der NFL nicht anerkannt. Die Maroons hatten zwar in der Saison ihr Spiel gegen die Chicago Cardinals, dem eigentlichen NFL-Titelträger, gewonnen, aber das Team aus Chicago hatte die höchste Siegquote und die Maroons war am Ende der Saison ein Regelverstoß unterlaufen, was die NFL dazu veranlasste die Cardinals zum Meister zu erklären.
Osborn spielte noch drei weitere Jahre in Pottsville. 1928 stießen die späteren Mitglieder in der Pro Football Hall of Fame Walt Kiesling und John McNally zum Team. Pete Henry übernahm das Traineramt. Aber auch diese Spitzenspieler konnten nicht verhindern, dass die Mannschaft nur zwei von zehn Spielen gewinnen konnte. Nach der Spielrunde beendete Osborn seine Laufbahn. Er arbeitete später in der amerikanischen Autoindustrie.